# Nobliwy kawaler
Nobliwy kawaler (ang. The Adventure of the Noble Bachelor) – opowiadanie Arthura Conana Doyle’a z serii przygód Sherlocka Holmesa. Pierwsza publikacja The Strand Magazine w kwietniu 1892, następna w tomie Przygody Sherlocka Holmesa w tym samym roku. Ilustrował Sidney Paget. Inne tytuły polskich przekładów to: Szlachetny kawaler, Zniknięcie panny młodej i Tajemnica oblubienicy.
Lord Saint Simon poślubia córkę amerykańskiego milionera. W trakcie przyjęcia dla nowożeńców nowo poślubiona małżonka znika. Zawiedziony arystokrata prosi Holmesa o pomoc. Detektyw odkrywa, że zagadka pozbawiona jest cech przestępstwa.
Ekranizacja z 1993 r. 35 odcinek serialu produkcji Granada TV. W roli Holmesa Jeremy Brett. Fabuła filmu znacznie odbiega od oryginału, włączone są wątki kryminalne wzorowane na opowiadaniach Znamienity klient i Tajemnicza lokatorka.